# Angry (песня Rolling Stones)
«Angry» (с англ. — «Cердитая (Не сердись)») — песня английской рок-группы The Rolling Stones, вышедшая 6 сентября 2023 года в качестве ведущего сингла их студийного альбома Hackney Diamonds на лейбле Geffen Records. Она стала первой новой оригинальной музыкой группы за три года (после неальбомного сингла «Living in a Ghost Town» в 2020 году), а Hackney Diamonds — первым альбомом новой оригинальной музыки за 18 лет (после A Bigger Bang в 2005 году). По словам Джаггера, песня была написана под впечатлением от фильма 2006 года «Ночь в музее».
«Angry» была номинирована на премию Грэмми-2024 в категории Grammy Award for Best Rock Song.

## История
2 сентября 2023 года — после нескольких недель загадочных тизеров нового альбома в Интернете — группа показала короткий фрагмент песни «Angry» на сайте dontgetangrywithme.com, на котором наблюдалась нестабильность и частые ошибки, которые некоторые восприняли как намеренные.
4 сентября было официально объявлено о выходе альбома, а также о планах проведения прямой трансляции с телеведущим Джимми Фэллоном, на которой будет раскрыта дополнительная информация и состоится премьера лид-сингла. 6 сентября прямая трансляция транслировалась на официальном канале Rolling Stones на YouTube, а съёмки проходили в лондонском театре Hackney Empire. Фэллон взял интервью у группы, которая раскрыла трек-лист альбома и дату его выхода, а также ответила на различные вопросы, присланные поклонниками, а после завершения интервью состоялась премьера клипа на песню «Angry». В клипе актрису Сидни Суини везут по Лос-Анджелесу в красном кабриолете Mercedes, а участники группы поют ей с больших рекламных щитов по пути. Эта песня включена в саундтрек к игре EA Sports FC 24.

## Отзывы
Песня «Angry» была встречена преимущественно положительными отзывами. Рецензия The Telegraph оценила песню в 5 из 5 звёзд, назвав её «лучшим синглом группы за последние четыре десятилетия, абсолютным взрывом [с] экстравагантным, проказливым вызовом»; описав рифф как «вызывающе тупой», гитарное соло как «гнусавое», а общий стиль как «неапологетически старомодный». Ещё одна 5-звёздочная рецензия от газеты I разделяет эти положительные настроения, характеризуя песню как «раскатистый, ревущий рок-н-ролл» с «характерно большим, уверенным гитарным риффом [и] запоминающимся припевом», который «[пропитан] чувством и жизнью». 4-звёздочная рецензия от The Guardian также разделяет эту похвалу, ссылаясь на способность группы «ловко переходить от минорных аккордов к мажорным, неся в себе рассказ о чередовании отчаяния и покорности», а также на то, что трек «полный крик, [который] предполагает веселье, свободу и творческий голод». В качестве альтернативы, рецензия от Far Out предложила особое мнение и оценила песню в 2,5 звезды из 5, раскритиковав её как «явно среднюю» и «Stones-by-numbers», далее заявив, что в ней используется «один и тот же заимствованный и довольно усталый блюзовый рифф» и что она «нацелена на возбуждение, но просто возбуждает».
Трек был назван лучшей рок-песней 2023 года журналом Ultimate Classic Rock.
«Angry» была номинирована на премию Грэмми-2024 в категории Grammy Award for Best Rock Song.

## Чарты
| Чарт (2023)                                  | Высшая позиция |
| -------------------------------------------- | -------------- |
| Австрия (Ö3 Austria Top 40)                  | 38             |
| Бельгия/Фландрия (Ultratop 50)               | 32             |
| Хорватия (HRT)                               | 9              |
| Чехия (Rádio Top 100)                        | 100            |
| Германия (GfK)                               | 21             |
| Япония (Japan Hot 100)                       | 66             |
| Латвия Airplay (LAIPA)                       | 16             |
| Нидерланды (Single Top 100)                  | 34             |
| Нидерланды (Tipparade)                       | 9              |
| Новая Зеландия (RMNZ)                        | 11             |
| Словакия (Rádio Top 100)                     | 88             |
| Республика Корея BGM (Circle)                | 153            |
| Швеция Heatseeker (Sverigetopplistan)        | 4              |
| Швейцария (Schweizer Hitparade)              | 42             |
| Великобритания (UK Singles Chart)            | 34             |
| США (Billboard Hot Rock & Alternative Songs) | 32             |